# Мирай из будущего
«Мирай из будущего» (яп. 未来のミライ Мирай но Мирай) — японский анимационный фильм режиссера Мамору Хосоды, созданный по мотивам одноимённых сказок Юкиро Сикосо. Премьера в Японии состоялась 20 июля 2018 года. В российский прокат фильм вышел 31 января 2019 года. Как заявил Мамору, идея для сценария пришла к нему, когда он наблюдал за своей собственной семьёй.

## Сюжет
4-летний мальчик по имени Кун переживает стресс из-за появления в семье новорожденной сестры. И, хотя он даже не способен дать название обуревающим его чувствам — ревности, зависти, обиды, Кун чувствует себя несчастным и заброшенным. Мальчик встречает свою сестру, уже школьницу — Мирай из будущего. Маленький Кун оказывается в вихре событий, маленькие сценки из жизни растущей семьи перемежаются загадочными путешествиями во времени, встречами и расставаниями. Теперь Кун сам должен разобраться в своих чувствах, стремлениях и понимании того, что значит быть семьей.

## Персонажи
| Персонажи                   | Японский дубляж                              | Русский дубляж («Экспонента») |
| --------------------------- | -------------------------------------------- | ----------------------------- |
| Кун                         | Мока Камисираиси, Тасуку Хатанака (взрослый) | Ольга Шорохова                |
| Мирай                       | Хару Куроки, Каэдэ Хондо (ребёнок)           | Юлия Горохова                 |
| отец                        | Гэн Хосино                                   | Иван Калинин                  |
| мама                        | Кумико Асо, Сакура Саига (молодая)           | Анастасия Жаркова             |
| таинственный человек/собака | Мицуо Ёсихара                                | Антон Савенков                |
| бабушка                     | Ёсико Миядзаки                               | Ольга Сирина                  |
| дедушка                     | Кодзи Якусё                                  | Александр Носков              |
| прадедушка в молодости      | Масахару Фукуяма                             | Иван Жарков                   |
| робот                       | Мацунодзё Канда                              | Кирилл Туранский              |

## Производство
Мамору Хосода был вдохновлен на написание сценария «Мирай» после того, как увидел первую реакцию своего трехлетнего сына на появление в его жизни младшей сестры. Настороженно отнесясь к новорожденной при первой встрече, сын Хосоды однажды закатил истерику, ревнуя к вниманию, которое родители уделяли ей. Хосоде было интересно показать, как ребёнок может постепенно изменяться — от того, кто «получает любовь», к тому кто сам «делится любовью».
Режиссер приводил своих детей в студию, чтобы у аниматоров было достаточно референсов для набросков и анимации.
История прадеда Куна, главного героя, была в значительной степени основана на прадеде жены Хосоды, который также работал на заводе по производству военных самолетов, затем был призван во флот и ранен во время службы.

## Саундтрек
Масакацу Такаги, который ранее работал над саундтреками к фильмам Хосоды «Волчьи дети Амэ и Юки» и «Ученик чудовища», вернулся для написания музыка для «Мирай». Первоначальные версии написанных Такаги композиций были более поп-ориентированными, с бразильским влиянием, однако Хосода хотел чего-то более простого и отражающего семейные отношения.
Тацуро Ямасита, который уже второй раз сотрудничал с Хосодой после «Летних войн», написал песни для фильма: «Mirai no Theme» и «Music train». Обе песни вошли в его 51-й сингл, выпущенный 11 июля 2018 года.

## Приём

### Сборы
На внутреннем рынке Японии «Мирай» заняла 2-е место, заработав в премьерные выходные около 500 000 000 иен. В целом, в Японии фильм собрал 23 683 483 долларов США.
В США «Мирай» заработала 812 794 долларов. Общие сборы фильма по всему миру составили 30 430 147 долларов.

### Критика
На сайте-агрегаторе рецензий Rotten Tomatoes 91 % из 85 отзывов критиков положительные, средняя оценка 7,5 из 10. По общему мнению, которое суммировал сайт: «Простота и красочная теплота анимации Мирай подчёркивается историей с удивительно глубоким — и сильно впечатляющим — эмоциональным резонансом». На Metacritic фильм получил средневзвешенный балл 81 из 100 по мнению 18 критиков, что, по мнению агрегатора, свидетельствует о «всеобщем признании».

### Награды и номинации
| Награда                                     | Дата            | Категория                                                   | Номинант                                            | Результат | Ссылки |
| ------------------------------------------- | --------------- | ----------------------------------------------------------- | --------------------------------------------------- | --------- | ------ |
| «Оскар»                                     | 24 февраля 2019 | Лучший анимационный полнометражный фильм                    | Мамору Хосода и Юитиро Сато                         | Номинация | [ 15 ] |
| «Энни»                                      | 2 февраля 2019  | Лучший независимый анимационный полнометражный фильм        | Юитиро Сато, Такуя Ито, Юичи Адачи и Генки Кавамура | Победа    | [ 16 ] |
| «Энни»                                      | 2 февраля 2019  | Лучший сценарий в анимационном полнометражном фильме        | Мамору Хосода и Стефани Ше                          | Номинация | [ 16 ] |
| Азиатско-Тихоокеанская кинопремия           | 29 ноября 2018  | Лучший полнометражный анимационный фильм                    | Мамору Хосода и Юитиро Сато                         | Номинация | [ 17 ] |
| «Выбор критиков»                            | 13 января 2019  | Лучший анимационный полнометражный фильм                    | Мамору Хосода                                       | Номинация | [ 18 ] |
| Crunchyroll Anime Awards                    | 16 февраля 2019 | Лучший фильм                                                | «Мирай из будущего»                                 | Номинация | [ 19 ] |
| Florida Film Critics Circle                 | 21 декабря 2018 | Лучший анимационный полнометражный фильм                    | «Мирай из будущего»                                 | Победа    | [ 20 ] |
| «Золотой глобус»                            | 6 января 2019   | Лучший анимационный полнометражный фильм                    | Мамору Хосода и Юитиро Сато                         | Номинация | [ 21 ] |
| Премия Японской киноакадемии                | 1 марта 2019    | Лучший анимационный фильм                                   | «Мирай из будущего»                                 | Победа    | [ 22 ] |
| «Спутник»                                   | 22 февраля 2019 | Лучший анимационный фильм                                   | Мамору Хосода                                       | Номинация | [ 23 ] |
| Штутгартский фестиваль анимационных фильмов | Май 2019        | Премия AniMovie за лучший анимационный полнометражный фильм | «Мирай из будущего»                                 | Победа    | [ 24 ] |